# 曹小林
曹小林（1970年1月—），男，安徽桐城人，中华人民共和国外交官，曾任中华人民共和国驻汤加王国特命全权大使，现任中华人民共和国驻卡塔尔国特命全权大使。

## 生平
曹小林曾任外交部北美大洋洲司新西兰处处长、驻肯尼亚大使馆参赞和外交部涉外安全事务司副司长。2020年1月，出任中华人民共和国驻汤加大使。2023年12月，自驻汤加大使离任。2024年1月，出任中华人民共和国驻卡塔尔大使。